# József Turay
József Turay (né le 1er mars 1905 à Eger en Autriche-Hongrie et mort le 24 juin 1963 à Budapest en Hongrie) était un joueur de football international et un entraîneur hongrois, qui évoluait au milieu de terrain.

## Biographie

### Joueur
Il commence par jouer dans l'équipe locale du Röppentyű Utcai SC jusqu'en 1926, où il rejoint Ferencváros TC (115 matchs pour 62 buts). En 1933, il part rejoindre le MTK Hungária FC avec qui il joue 155 matchs en 7 ans. Il va ensuite finir sa carrière dans des clubs hongrois tels que Ganz TE en 1940 et enfin l'Újvidéki AC.
Il est également international avec l'équipe de Hongrie et y joue 48 matchs entre 1928 et 1939. Il participe à la coupe du monde 1934 et 1938.

### Entraîneur
Après sa retraite, il s'occupe un temps à entraîner une équipe hongroise locale, le Rákosrendezői Törekvés.